# Schlacht von Suomussalmi
Karelische Landenge

1. Summa – Taipale  (Kelja) – 2. Summa – Honkaniemi – Wiborg Bucht
Ladoga-Karelien

Tolvajärvi – Kollaa

Kainuu

Suomussalmi (Raate Straße) – Kuhmo
Lappland

Salla – Petsamo

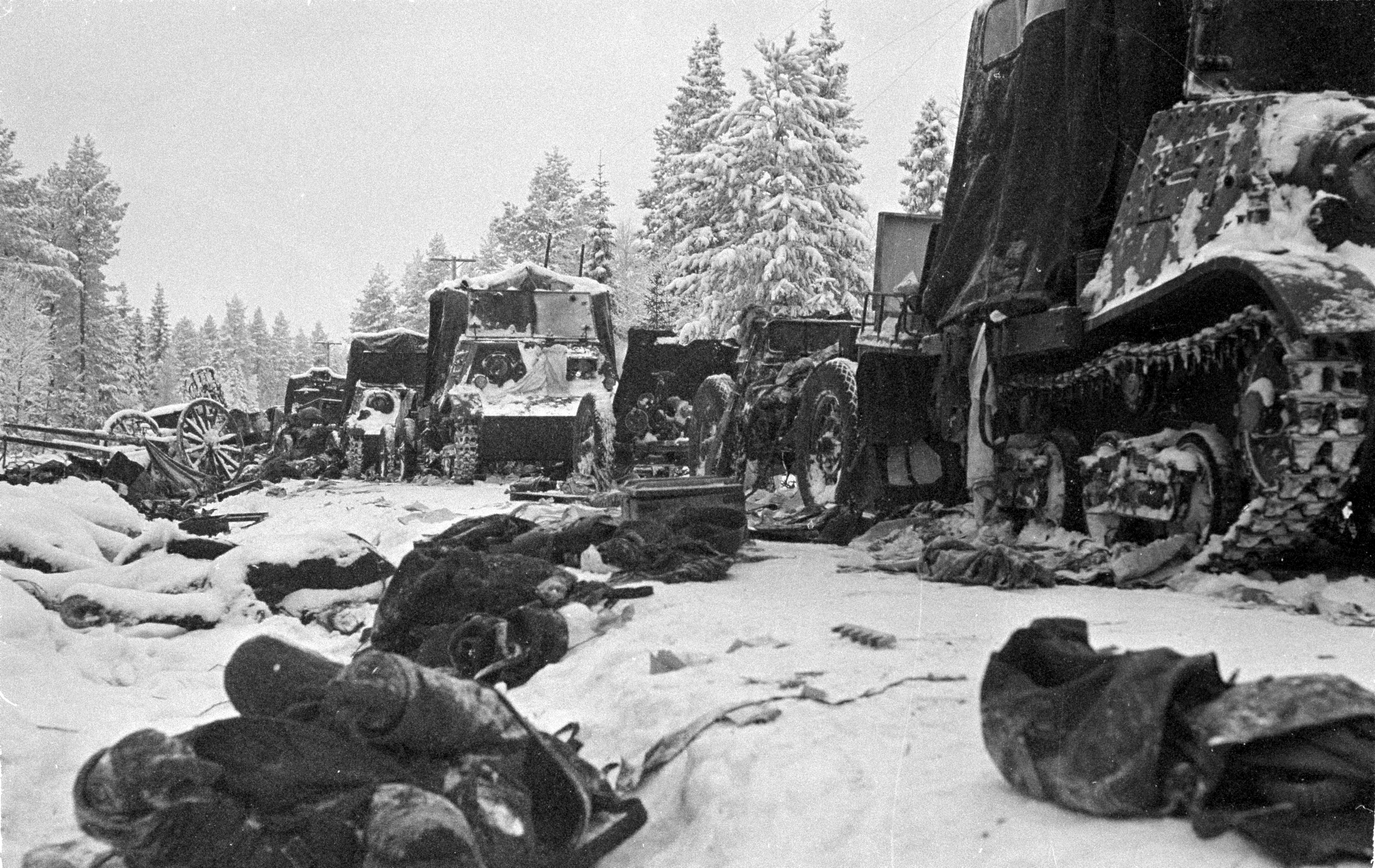
Zerstörte Fahrzeuge und getötete Rotarmisten der Roten Armee

Die Schlacht von Suomussalmi fand im Winterkrieg zwischen Finnland und der Sowjetunion vom 7. Dezember 1939 bis zum 8. Januar 1940 bei Suomussalmi statt. Die Rote Armee schickte mit der 163. Schützendivision und der 44. Motorisierten Schützendivision rund 36.000 Soldaten ins Feld. Die finnischen Kräfte mit einer Maximalstärke von rund 11.500 Soldaten zerschlugen die beiden sowjetischen Formationen und verhinderten so den Versuch, Finnlands Verkehrsverbindungen nach Schweden abzuschneiden. Die Schlacht bedeutete für Finnland einen propagandistischen Erfolg; sie beeinflusste den Kriegsverlauf aber nicht entscheidend.

## Vorgeschichte

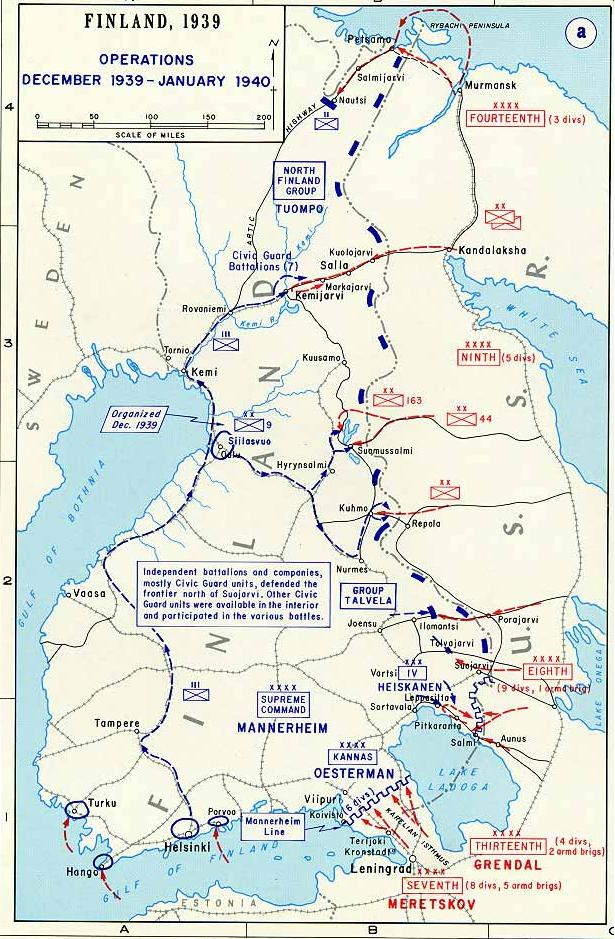
Karte der sowjetischen Offensiven zum Beginn des Winterkrieges

Der Winterkrieg zwischen der Sowjetunion und Finnland wurde von sowjetischer Seite offiziell als Konflikt um eng begrenzte Territorien begonnen. Die militärische Planung der sowjetischen Führung unter Josef Stalin sah allerdings als Kriegsziel die Besetzung ganz Finnlands vor. Für die Eroberung des gering erschlossenen und dünn besiedelten nördlichen Finnlands wurden insgesamt 140.000 Soldaten des Gesamtaufgebots von 470.000 Mann abgestellt. Neben der Besetzung dieser finnischen Provinzen sollte durch die Eroberung des Gebiets Petsamo am nördlichsten Teil Finnlands und der Eisenbahnknotenpunkte nach Schweden der finnische Staat von seinen Nachbarn abgeschnitten werden. Zur Erfüllung der letzteren Aufgabe sollten die sowjetische 163. Schützendivision und die 44. Motorisierte Schützendivision auf Oulu vorrücken. Die beiden Divisionen gehörten zur 9. Armee unter dem Befehl von Wassili Tschuikow. Der Armee gehörten noch drei weitere Divisionen an, die aber weiter südlich und nördlich die Grenze überquerten, um andere Ziele zu verfolgen, und somit nicht in die Schlacht eingriffen. Das finnische Oberkommando unter Mannerheim sah den nördlichen Teil des Landes als unbedeutenden Nebenkriegsschauplatz. Aufgrund des Mangels an Straßen und der dichten Bewaldung sahen sie es als unmöglich an, dass die Rote Armee hier mit großen Formationen operieren konnte. Aus diesem Grund konzentrierte die finnische Armee den Hauptteil ihrer rund 150.000 Soldaten weiter südlich entlang der Mannerheim-Linie. Infolgedessen waren zum Zeitpunkt des Kriegsausbruchs nur einige Grenzschutztruppen in den nördlichen Gebieten präsent.

## Verlauf der Kämpfe
Am 30. November 1939 überschritt die 163. sowjetische Schützendivision die finnische Grenze. Der Kommandeur der Division, Kombrig Andrei Iwanowitsch Selenzow, führte den Angriff aus zwei Richtungen durch, um Suomussalmi von zwei Seiten zu bedrohen. Zwei seiner Regimenter ließ er von Norden über die Straße von Juntusranta vorrücken. Ein Regiment rückte von Osten über die Straße von Raate heran. Da die finnische Armee nicht mit einem massiven Angriff in diesem Gebiet gerechnet hatte, waren ihre dortigen Kräfte sehr schwach. Bei Kriegsausbruch standen nur wenige hundert Mann Grenztruppen zur Verfügung. Trotzdem verlief der Anmarsch der sowjetischen Einheiten mit rund acht bis zehn Kilometern pro Tag sehr langsam. Der Vormarsch der sowjetischen Kolonne wurde durch Schnee und Kälte, schlechte Straßenverhältnisse und Rückzugsgefechte der finnischen Truppen verlangsamt. Selenzow ließ eines seiner nördlichen Regimenter direkt auf Suomussalmi abdrehen, wo es sich mit dem Regiment aus der Richtung Raate vereinigen sollte. Sein verbliebenes nördliches Regiment sicherte gegen den Piispajärvi-See nördlich der Siedlung Suomussalmi. Dieses Regiment wurde von einem rasch herangebrachten finnischen Bataillon in Kämpfe verwickelt.
Am 7. Dezember gelang es den beiden übrigen sowjetischen Regimentern, Suomussalmi einzunehmen und sich dort zu vereinigen. Die Finnen hatten den Ort vorher evakuiert und den Großteil der Gebäude niedergebrannt. Aufgrund des unerwartet massierten Angriffs der Roten Armee auf Suomussalmi schickte das finnische Oberkommando das JR-27 (Jalkaväki Rykmentti 27 = Infanterieregiment 27) in die Region. Sein Befehlshaber Oberst Hjalmar Siilasvuo hatte den Befehl, die vorrückende sowjetische Division zu zerstören, obwohl seine Verbände zusammen mit den Grenztruppen nur Brigadestärke erreichten. Er benutzte das unwirtliche Terrain, um seine zahlenmäßige Unterlegenheit auszugleichen. Die sowjetischen Truppen rückten über die Straßen vor, während die finnischen Truppen sich auf Skiern in den umliegenden Waldgebieten bewegten. Um die Mobilität seiner Truppen zu erhöhen, ließ Siilasvuo ein System von Eiswegen in den Schnee treiben. Am 12. Dezember gelang es Siilasvuo, die Straße von Raate gegen den Osten mit 350 Mann zu blockieren. Die Finnen begannen damit, die auf der Straße in einer Kolonne stehende Division durch Straßensperren in voneinander isolierte Teile zu brechen. Nachdem die sowjetischen Kräfte abgeschnitten waren, boten sich ihnen zwei Möglichkeiten: die Straßensperren frontal anzugreifen oder an ihren Flanken vorzugehen. Der Rückzug selbst war den sowjetischen Einheiten zu diesem Zeitpunkt von ihrem Oberkommando nicht erlaubt worden. Im dicht bewaldeten Terrain, das durch gefrorene Wasserflächen unterbrochen war, hatten die Finnen jedoch die taktische Überlegenheit. So befahl der sowjetische Kommandeur seinen Truppen, sich entlang der Straße einzugraben und die Straßensperren frontal anzugreifen. Diese Angriffe schlugen jedoch unter großen Verlusten fehl.
Am 16. Dezember wurden die Finnen erstmals durch Artillerieeinheiten verstärkt. Das Infanterieregiment JR-64 wurde Siilasvuo zugeteilt, ebenso wie ein Skijägerbataillon und ein weiteres Infanteriebataillon. Das Infanterieregiment JR-65 verstärkte die nördlichen Truppen und konnte das sowjetische Regiment am Piisparjärvi-See komplett in die Defensive zwingen. Am 22. Dezember hatten Siilasvuos Einheiten eine Stärke von rund 11.500 Mann erreicht und wurden in den Rang einer Division erhoben. Diese Verstärkungen waren auch dadurch motiviert, dass bereits am 13. Dezember die sowjetische 44. Motorisierte Schützendivision die Grenze überquert hatte. Sie sollte auf der Straße von Raate der bedrängten 163. Schützendivision zu Hilfe eilen. Am 23. Dezember begannen die Finnen ihre ersten Angriffe auf die 44. Division, die sich infolgedessen rund zehn Kilometer entfernt von den östlichsten Elementen der 163. Division eingrub. Als mögliche Erklärung für dieses Verhalten gilt die fehlerhafte Annahme des Kommandeurs der 44. Division Alexei Winogradow, dass ihm zahlenmäßig überlegene finnische Einheiten gegenübergestanden hätten. Da kein Kontakt zwischen den beiden sowjetischen Formationen hergestellt wurde, konnten die Finnen alle drei Regimenter der 163. Schützendivision entlang der Straßen von Raate und Juntusranta sowie in Suomussalmi ungestört nacheinander zerschlagen. Der letzte organisierte Widerstand der Division endete in der Nacht vom 29. auf den 30. Dezember 1939. Die Division wurde fast komplett vernichtet, die Mehrheit der fliehenden Soldaten fiel den Temperaturen von bis zu −30 °C oder finnischen Patrouillen zum Opfer.
Nun wandten sich die finnischen Einheiten der 44. Division zu. Diese befand sich eingegraben in einer rund 30 Kilometer langen Kolonne entlang der Straße von Raate. Am 5. Januar 1940 begannen die finnischen Streitkräfte einen konzentrierten Angriff. Sie griffen die Kolonne an verschiedenen Stellen bei Nacht an und teilten sie durch Straßensperren in mehrere einige Kilometer lange Taschen auf. Diese Teilabschnitte wurden dann einzeln angegriffen und niedergekämpft. Die Einheit erhielt auf das Drängen Tschuikows am Abend des 6. Januars von Josef Stalin die Erlaubnis, sich zurückzuziehen. Am 8. Januar erfolgte ein ungeordneter Rückzug auf sowjetisches Territorium, der sehr verlustreich verlief.

## Entscheidende Faktoren
Die Schlacht bei Suomussalmi stellte das spektakulärste Versagen der Roten Armee im Winterkrieg dar. Die Gründe, die zu diesem Versagen führten, sind einerseits in der überraschenden Kampfkraft der finnischen Armee und den Fehlern der Roten Armee andererseits zu suchen. Der Stabschef der 9. Armee Dmitri Nikischew fasste diese Fehler in einem Bericht an Woroschilow wie folgt zusammen:

„Unsere Einheiten sind durch ihre Organisation und reiche technische Ausstattung, besonders mit Artillerie und Transportmitteln, unfähig, auf dem Kriegsschauplatz zu manövrieren. Sie sind schwerfällig und in vielen Fällen an die Technik gefesselt, die nur auf der Straße bewegt werden kann … das Vorgehen unter außergewöhnlichen Umständen ist nicht geübt worden – sie  haben Angst vor Wäldern und laufen nicht Ski …“

In dieses Bild fügten sich Versorgungsprobleme der Roten Armee ein. Die 163. Schützendivision beschwerte sich kurz nach dem Kriegsausbruch über Funk über einen Mangel an Schneeanzügen, Stiefeln und Nahrungsmitteln. Dementsprechend musste sie selbst ohne Feindeinwirkung Verluste durch Erfrierungen hinnehmen. Wintertarnanzüge waren grundsätzlich nicht im sowjetischen Inventar enthalten. Der 44. Motorisierten Schützendivision waren mehrere tausend Paar Ski zugeteilt worden. Sie erreichten die Einheit aber erst kurz vor dem Einmarsch in Finnland. Eine Ausbildung der Soldaten mit diesem neuen Transportmittel war somit nicht mehr möglich. Des Weiteren musste der Kommandeur der 44. Division Winogradow aus Mangel an Lastwagen seine leichten Einheiten zu Fuß vorgehen lassen. Damit konnten diese ihre eigentliche Aufgabe, nämlich die Aufklärung auf dem Gefechtsfeld, nicht übernehmen, da sie hinter den schweren Verbänden hinterherhinkten.
Sämtliche Probleme der Roten Armee lassen sich daher auf einen Fehler zurückführen, der bereits vor dem Beginn des Krieges gemacht worden war: Die mangelhafte Analyse und fehlende Berücksichtigung der klimatischen Verhältnisse bei der Planung der Operationen auf dem finnischen Kriegsschauplatz durch die sowjetischen Befehlshaber.
Die finnischen Truppen entwickelten rasch eine Taktik, mit der sie erfolgreich gegen ihren an Zahl und Material überlegenen Gegner vorgehen konnten. Dazu brachen sie an geeigneten Stellen in die Straßen ein, die von der Roten Armee beherrscht wurden. Nach einer kurzen Vorbereitung mit Maschinengewehren, Mörsern und, falls verfügbar, auch Artillerie wurde gegen einen wenige hundert Meter langen Abschnitt ein Angriff mit Infanterie durchgeführt. Die Finnen, ausgestattet mit Wintertarnkleidung, konnten sich im unwegsamen Gelände relativ ungestört dicht an die sowjetischen Stellungen heranarbeiten. Dadurch wurde der Roten Armee die Möglichkeit genommen, mit ihren Panzerkräften und Artillerie auf den Angriff zu reagieren. Sobald die Infanterie zum Angriff übergegangen war, riegelten die Finnen mit ihrem Unterstützungsfeuer den Kampfabschnitt nach beiden Seiten ab. Sobald der Abschnitt gesichert war, wurde er befestigt und mit Unterstützung aus den umliegenden Wäldern gegen Ausbruchsversuche gehalten. Die entstandenen Taschen von in die Defensive gedrängten sowjetischen Einheiten bezeichneten die Finnen als Motti (in etwa mit „Einkesselung“ zu übersetzen).
Der finnische Befehlshaber Siilasvuo ließ bereits früh ein System aus Eiswegen anlegen. Durch dieses konnten die Finnen ihre Truppen relativ unbemerkt und schnell verlegen. Dadurch konnten die im Skilauf geübten Soldaten rasch reagieren und an mehreren Stellen gleichzeitig angreifen. Ebenso nutzten sie die damit gewonnene Mobilität, um ihre Unterlegenheit an Geschützen auszugleichen. Die finnischen Artillerieeinheiten führten kurze Feuerüberfälle durch und wurden dann an andere Positionen verlegt. Dies erschwerte es der sowjetischen Artillerie, effektives Gegenfeuer zu leisten. Zudem waren die Finnen in der Lage, durch ein System aus kleinen Feldküchen und Wärmezelten ihren Soldaten wenigstens ein grundlegendes Niveau an adäquater Nahrung und Ruhe zukommen zu lassen.
Die Umstände des gemeinen Soldaten im sowjetischen Motti unterschieden sich stark von denen seiner finnischen Gegner. In Teilen der 44. Division gingen bereits wenige Tage nach dem Jahreswechsel die Nahrungsvorräte aus. Ebenso wurde nach einigen Kampftagen die Munition knapp. Die sowjetische Luftwaffe versuchte zwar, die eingeschlossenen Einheiten zu versorgen, versagte aber bei dieser Aufgabe. Überdies zeigten ihre Bombenangriffe aufgrund der dichten Bewaldung und des nur sechsstündigen Tageslichtes kaum Wirkung. Des Weiteren konzentrierten die Finnen überfallartige Störangriffe auf Kommandoposten, Nahrungs- und Munitionslager sowie Feldküchen. Die sowjetischen Soldaten sahen sich in ihren Igelstellungen ohne Wärme und Nahrung einem unsichtbaren Feind gegenüber. Dieses psychologische Moment wurde noch durch finnische Scharfschützenangriffe verstärkt, die das Geschehen für die sowjetischen Truppen noch unberechenbarer machten.

## Verluste
In der Schlacht fielen 900 finnische Soldaten, 1770 wurden verwundet. Die Angaben über die sowjetischen Verlustzahlen gehen je nach Quelle auseinander. In den finnischen Quellen werden mitunter bis zu 27.500 Tote benannt. Konservativere finnische Schätzungen gehen von rund 22.500 Gesamtverlusten an Gefallenen, Verwundeten und Gefangenen aus, noch geringere von nur rund 13.000. Berichte der Roten Armee kurz nach dem Krieg machen nur für die 44. Division genaue Angaben. Diese habe bis zum 7. Januar 1001 Tote, 1430 Verwundete, 2243 Vermisste und 82 Erfrorene verloren. Die Gesamtverluste der 9. Armee, zu der beide Divisionen bei Suomussalmi gehörten, sollen nach sowjetischen Quellen im ganzen Krieg rund 8500 Tote, 5000 Verschollene und 32.500 Verwundete betragen haben. Trotz dieser Angaben beziffert ein russischer Historiker die sowjetischen Opfer der Schlacht mit 15.000 Menschen.

## Folgen
Die Finnen konnten große Mengen an Kriegsmaterial erbeuten, darunter Lastwagen, Panzer, Maschinengewehre, Panzerabwehrkanonen und Mörser. Der Sieg bei Suomussalmi trug dazu bei, die finnische öffentliche Meinung und politische Kreise zur Ansicht zu bewegen, dass Finnland im Begriff war, den Winterkrieg zu gewinnen. Einige finnische Zeitungen prophezeiten angesichts der Siege im Norden sogar den Zusammenbruch der Sowjetunion. Strategisch besehen, hatte der Ausgang der Kampfhandlungen bei Suomussalmi keinen Einfluss auf den Winterkrieg. Die Vernichtung zweier Divisionen änderte aus sowjetischer Sicht nichts an der Lage an den bedeutenden Fronten entlang der Mannerheim-Linie. Das Entsenden von Truppen in den Raum Suomussalmi und die zeitaufwändigen Kampfhandlungen um die Mottis hatte finnischerseits jedoch zur Folge, dass diese Einheiten als Reserve an den entscheidenden Kampfabschnitten fehlten. Der finnische Unterhändler mit der Sowjetunion Juho Kusti Paasikivi fasste die Erfolge in Nordfinnland und damit auch Suomussalmi wie folgt zusammen:

„Unsere Siege werden entsetzlich groß erachtet und von unserem Blickwinkel aus sind sie herrlich. Sie haben aber keine Auswirkung auf das endgültige Ergebnis. Angesichts der Macht des riesigen russischen Staates haben diese Niederlagen keine Bedeutung.“

Für den sowjetischen Staat und seine Streitkräfte bedeutete Suomussalmi einen beträchtlichen Prestigeverlust. Die Mehrheit der ausländischen Beobachter kannte Berichte über die Schlacht, aber nicht das Terrain und die Umstände, in denen sie stattgefunden hatte. So wird Suomussalmi als Faktor betrachtet, der sowohl die Achsenmächte wie auch die Alliierten dazu verführte, das militärische Potential des Sowjetstaates zu unterschätzen.
Innerhalb der Armee hatte die Niederlage bei Suomussalmi weitreichende Folgen. Unter der Ägide von Lew Mechlis, eines engen Mitarbeiters Stalins, wurden in den übrig gebliebenen Truppenteilen Säuberungen durchgeführt. Der Befehlshaber der 44. Division, Winogradow, wurde erschossen, ebenso sein Politoffizier. Weiterhin wurde der Stabschef der übergeordneten 9. Armee Jermolajew als sogenannter Saboteur hingerichtet. Als Konsequenz der Niederlage von Suomussalmi wurden aus den Reihen des NKWD sogenannte Präventivabteilungen aufgestellt, die nur dem Geheimdienst selbst unterstanden. Diese Einheiten waren rund 2.700 Mann stark. Ihre Aufgabe war das Abfangen von Deserteuren und die Beseitigung politisch nicht konformer Soldaten aus der Truppe.